# لينكولن إم كيه إكس
لينكولن MKX هي سيارة من صناعة لينكون أنتجت في 2006.
MKX هو عبارة عن طراز كروس أوفر فاره متوسط الحجم، تم إطلاقه عام 2006 على أنه موديل 2007 بواسطة شركة لينكولن التابعة لشركة فورد الأمريكية، حيث يعتبر هذا الطراز النسخة التجارية من طراز أفياتور التجريبي الذي عرض في معرض ديترويت الدولي للسيارات عام 2004.
يتميز طراز لينكولن MKX الخارجي بأضواء أمامية HIDمتكيّفة مع ميزة التحكّم التلقائي بالإضاءة العالية، وميزة تشغيل/إيقاف الإضاءة تلقائياً عندما يخفت ضوء النهار، بالإضافة إلى أضواء خلفية تعمل بتقنية LED عالية الأداء.
كما وتتميز لينكولن MKX من الجوانب بمرايا كهربائية مدفأة بلون السيارة مزودة بمصابيح لإنارة الأرضية، وذاكرة، وميزة التعتيم التلقائي لناحية السائق، بالإضافة إلى لوحة مفاتيح تحكّم غير مرئية على باب السائق تُضاء عند اللمس من أجل فتح الأبواب.
وزودت لينكولن MKX بنظام MyLincoln Touchالذي يحتوي على شاشتين LCDفي لوحة العدّادات ومؤشرات القيادة، بالإضافة إلى شاشة LCD كبيرة عاملة باللّمس قياس 8 بوصات في الكونسول الوسطي، كما ويرتبط بهذا النظام منفذين USBوقارئ بطاقات SDومنفذي إدخال لتشغيل الأجهزة الخلوية والموسيقية، بالإضافة إلى نظام صوت THX II Certified المحيطي الذي يشتمل على 14 سماعة مع مضخم صوت MP3.
كما وتتمتع لينكولن MKX 2012 بنظام المزامنة SYNCالمتوافق مع هاتفك الجوّال ومع تقنية Bluetooth، الذي يؤمن الاتصالات اللايدوية، كما ويمكنك حتى رؤية صورة جهة الاتصال المخزنة في دليل هاتفك الخلوي أيضاً.
وعلى صعيد السلامة وأنظمة الأمان، زودت لينكولن MKX بنظام كشف النقطة العمياء المتطور ونظام الإنذار بمرور السيارات أثناء عملية الرجوع للخلف، بالإضافة إلى النظام التفاعلي للتحكم التلقائي بالسرعة ونظام الإنذار الاستباقي لحواث الاصطدام مع دعم الفرملة لتفادي التصادم

## وصلات خارجية
- تقرير لينكولن MKX